# Ludwig Schmidseder
Ludwig Schmidseder (* 24. August 1904 in Passau; † 21. Juni 1971 in München) war ein deutscher Komponist, Pianist, Filmschauspieler und Fernsehkoch.

## Leben
Schmidseder brach in seiner Jugend eine vom Vater gewollte Lehre als Bankkaufmann ab. Heimlich nahm er Klavierunterricht. An der Staatlichen Akademie der Tonkunst in München vertiefte er seine Musikkenntnisse und ging 1926 nach Südamerika. Es zog ihn nach Rio de Janeiro. Dort spülte er anfangs Geschirr und trat später als Alleinunterhalter auf. Mit zwei Partnern gründete er ein Künstlertrio, das auf Ozeanriesen in der Welt umherreiste. Schmidseder komponierte für das Team eigene Unterhaltungsmusik und entwickelte sich zum Original und virtuosen Klavierspieler. 
Ab 1930 arbeitete er in Berlin, komponierte Filmmusik, schuf Operetten bzw. Musicals und komponierte mehr als 500 Lieder, die teilweise beliebte Hits wurden. Vom Barpianisten (bis 1936) avancierte Schmidseder zum Hauskomponisten am alten Berliner Metropol-Theater, die Libretti aller drei hier zur Uraufführung gelangten Stücke („Melodie der Nacht“ – 1938; „Die oder Keine!“ – 1939; „Frauen im Metropol“ – 1940) schrieb Günther Schwenn. Schmidseders Operette „Die oder Keine!“ erlebte über 600 Aufführungen. Die zeitgenössische „deutsche“ Bezeichnung und Etikettierung seiner Bühnenwerke als „Operette“ muss in diesem Zusammenhang als typischer NS-Jargon aufgefasst werden. Aufgrund der Instrumentierung und auch der rasanten Schallplatteneinspielungen, etwa des schnellen Foxtrotts – aus dem Jahre 1940 – „Wir tanzen durch’s Leben!“ (Tanz-Orchester Erhard Bauschke auf Grammophon und TO Kurt Widmann auf Imperial), die in typischer Swing-Orchesterbesetzung erfolgten, sind sie eigentlich, nach heutigen Maßstäben, als Musical zu begreifen und zu verstehen. Nicht zuletzt durch die nationalsozialistische Diffamierung eines Großteils der deutschen Unterhaltungsmusik als „entartete Musik“ und Aufführungsverbote für einige der bekanntesten Operettenkomponisten stieg der nichtjüdische Schmidseder erstaunlicherweise trotz seiner nicht zu überhörenden „entarteten Tendenzen“ – die in seiner Musik begründet sind – zu einem der gefragtesten deutschen Unterhaltungskomponisten auf. Zugleich wusste der Komponist sich eines breiten Netzwerks im NS-Kulturstaat zu bedienen, er trat am 1. Mai 1933 der NSDAP bei (Mitgliedsnummer 2.879.072) und pflegte freundschaftliche Kontakte u. a. zum Staatsrat und Ministerialdirektor im Reichsministerium für Volksaufklärung und Propaganda Johann "Hans" Hinkel. Schmidseder lebte von 1943 bis 1948 in Gmunden am Traunsee und veranstaltete dort einige Konzerte. Schmidseder wurde 1948 auch österreichischer Staatsbürger.
Nach dem Zweiten Weltkrieg komponierte Schmidseder weiter Musik, unter anderem Filmmusiken, und trat nun auch in Spielfilmen auf. Ende der 1950er-Jahre wurde er vom Hobbykoch zum Fernsehkoch des Bayerischen Rundfunks (BR) – er war damit einer der ersten im deutschen Fernsehen – und verfasste später auch Kochbücher.
Sein Schwiegervater war der österreichische Schauspieler und Komiker Rudolf Carl.
Schmidseder wurde auf dem Passauer Hochfriedhof bestattet, die Grabstätte jedoch 2012 aufgelassen. In Passau ist die Ludwig-Schmidseder-Straße nach ihm benannt. An seinem Geburtshaus in der Wittgasse 10 in Passau ist eine Gedenktafel angebracht.

## Werke (Auswahl)

### Operetten / Musicals
- 1937 – Viola
- 1938 – Melodie der Nacht (Libretto: Heinz Hentschke)
- 1939 – Die oder Keine! (Uraufgeführt am 20. März 1939 im Berliner Metropol-Theater; Libretto: Heinz Hentschke)
- 1940 – Frauen im Metropol (Uraufgeführt am 27. September 1940 im Berliner Metropol-Theater; Libretto: Heinz Hentschke)

alle vier jeweils mit Liedtexten von Günther Schwenn
- 1941 – Eine Nacht für dich (Revue; UA Deutsches Theater München)
- 1942 – Heimkehr nach Mittenwald
- 1944 – Linzer Torte (Uraufgeführt am 26. Mai 1944 im Landestheater Linz; Libretto: Ignaz Brantner und Hans Gustl Kernmayr)
- 1946 – Walzerkönigin
- 1947 – Glück in Monte Carlo
- 1948 – Arm wie eine Kirchenmaus
- 1949 – Abschiedswalzer (Uraufgeführt am 8. September 1949 in Wien; Libretto: Hubert Marischka und Rudolf Österreicher)
- 1951 – Mädel aus der Wachau
- ? – Komödiantenliebe (bis dato unveröffentlicht)

### Instrumentalwerke
- Habanera
- Ischler Marsch
- Mein München, Walzer
- Parade im Zauberschloss

### Schlager
- Addio Venezia!, Tango
- An deinem Herzen ist meine Heimat (aus: „Heimkehr nach Mittenwald“)
- Bambo von Bosambo (aus Kleiner Schwindel am Wolfgangsee, 1949)
- Das ist das Schöne an einem Tango, Tango
- Die Lilly aus Bajanga (aus: „Die oder Keine!“, 1939)
- Die Tante Emilie, Foxtrott moderato (aus Die kluge Schwiegermutter, 1939)
- Du bist alles für mich, süße kleine Mary, Foxtrott (aus: „Melodie der Nacht“, 1938)
- Eine Dame aus St. Pölten (Text: Erich Meder)
- Ein kleines weißes Haus, Foxtrott (aus Die kluge Schwiegermutter, 1939)
- Erzähl mir keine Märchen, Tango
- Es gibt so süße Mädels, Foxtrott (aus: „Melodie der Nacht“)
- Es ist unmöglich, von mir nicht gefesselt zu sein, Foxtrott (aus: „Melodie der Nacht“)
- Es muss Sommer sein, Tango
- Es wär' so schön, wenn wir heut' bummeln geh'n!, schneller Foxtrott (aus: „Die oder Keine!“, 1939)
- Franzl, ich hab einen Auftrag für dich, Wienerlied
- Gitarren spielt auf! Tango (Schmidseders erster großer Erfolg von 1934; Text: Ralph Maria Siegel)
- Heute Abend bin ich frei!, Foxtrott (aus: „Frauen im Metropol“, 1940)
- Himmlischer Walzer (aus Der himmlische Walzer, 1948)
- I' hab' die schönen Maderl'n net erfunden, Wienerlied (Text: Theo Prosel, 1937)
- Ich dachte, Sie sind frei, Fräulein?, Tango (aus: „Die oder Keine!“)
- Ich finde alle Frauen schön, Foxtrott (aus: „Die oder Keine!“)
- Ich gib mei Uhr zur Reparatur, Wienerlied
- Ich träume von Liebe, Tango (aus: „Frauen im Metropol“)
- Ich trink' den Wein nicht gern allein, Wienerlied (aus: „Die oder Keine!“)
- Ich suche einen Mann, Foxtrott (aus: „Frauen im Metropol“)
- Ich wollt, ich hätt im Wirtshaus gleich mein Bett, Wienerlied
- Jeder Mensch hat heut' Butter auf dem Kopf (Lied)
- Je später der Abend, um so schöner die Gäste!, Slowfox (aus Die kluge Schwiegermutter, 1939)
- Komm' doch in meine Arme, Foxtrott (aus: „Frauen im Metropol“)
- Komm' fahr mit mir auf dem Ringelspiel (aus: „Linzer Torte“)
- Linzer Torte, Walzer (aus: „Linzer Torte“)
- Luana, Ich seh' dieselben Sterne wie Du, Tango (1934)
- Manchmal kommt es über einen, Foxtrott (aus: „Abschiedswalzer“)
- Meine süße kleine Freundin, Foxtrott
- Mein Muatterl und ich (aus: „Linzer Torte“)
- Nach jedem Abschied gibt’s ein Wiederseh’n, Lied (1941)
- Reserl, bring mir noch a Maß!, Trinklied
- Rosen will ich auf deinen Weg dir streun, Lied (aus: „Melodie der Nacht“)
- Schäumender Sekt (– reizende Frau'n), schneller Foxtrott (aus: „Melodie der Nacht“)
- Schön ist die Welt, schneller Foxtrott (aus: „Melodie der Nacht“)
- Tango Marina (aus: „Melodie der Nacht“)
- Tanz mit mir einen Walzer (aus: „Abschiedswalzer“)
- Was ein Zigeuner fühlt, Tango (aus: „Melodie der Nacht“)
- Was macht ein Mann nicht alles, langsamer Foxtrott (aus: „Frauen im Metropol“)
- Wenn du von Wien nach München fährst, Walzer (aus: „Die oder Keine!“)
- Wenn man 'neinkommt in' Himmel, Wienerlied (aus: „Frauen im Metropol“)
- Wir sind füreinander geboren, Tango (aus: „Frauen im Metropol“)
- Wir tanzen durch's Leben!, schneller Foxtrott (aus: „Frauen im Metropol“)

## Filmografie

### Komponist
- 1933: Was wär’ die Welt ohne Liebe
- 1933: Dorfmeister Uwe Karsten
- 1935: Fientje Peters – Poste restante
- 1936: Hilde Petersen postlagernd
- 1939: Die kluge Schwiegermutter
- 1940: Der ungetreue Eckehart
- 1940: Beates Flitterwoche
- 1940: Links der Isar – rechts der Spree
- 1940: Herzensfreud – Herzensleid
- 1941/49: Alles aus Liebe
- 1943: Der Ochsenkrieg
- 1943: Der kleine Grenzverkehr
- 1944: Sommerrausch
- 1944: Ein fröhliches Haus
- 1944/49: Freitag der 13.
- 1948: Der himmlische Walzer
- 1949: Kleiner Schwindel am Wolfgangsee
- 1950: Seitensprünge im Schnee
- 1951: Die Sünderin
- 1952: Ich hab’ mich so an Dich gewöhnt
- 1956: Liebe, Sommer und Musik
- 1963: Als ich noch der Waldbauernbub war

### Darsteller
- 1949: Kleiner Schwindel am Wolfgangsee
- 1950: Auf der Alm, da gibt’s koa Sünd
- 1950: Seitensprünge im Schnee
- 1950: Achtung! Hochspannung!
- 1951: Czardas der Herzen
- 1951: Eva erbt das Paradies
- 1951: Die Dame in Schwarz
- 1951: In München steht ein Hofbräuhaus
- 1952: Ich hab’ mich so an Dich gewöhnt
- 1952: Die Wirtin von Maria Wörth
- 1954: Die Perle von Tokay
- 1954: Sonne über der Adria
- 1955: Die Wirtin an der Lahn
- 1956: Manöverball
- 1957: Das Schloß in Tirol
- 1960: Wir bieten an
- 1962: Hotel Victoria
- 1967: Hulla di Bulla